# Eternamente bella (canción)
"Eternamente bella" es una canción y el primer sencillo del tercer álbum de estudio de la cantante y compositora mexicana de rock Alejandra Guzmán del mismo nombre. Lanzado a principios para en marzo de 1990 por la discográfica Melody. La canción fue escrita por J.R. Florez y Marina Lima. Esta canción fue una de sus primeras exitosas de su trayectoria artística así como también del álbum.

## Videoclip
Se grabó en 1990 y se muestra a la cantante cantando detrás de varios fondos de animaciones de computadora.

## Lista de canciones

### Sencillo - Vinilo[8]
| Eternamente bella — Single |                          |          |  |
| N.º                        | Título                   | Duración |  |
| 1.                         | «Eternamente bella»      | 4:04     |  |
| 2.                         | «Cuidado con el corazón» | 3:34     |  |

## Posicionamiento en listas
| Lista (1990)              | Posición |
| ------------------------- | -------- |
| Billboard Hot Latin Songs | 20       |